# Попо IV (Вертхайм)
Попо IV (Бопо) фон Вертхайм (на немски: Poppo IV (Boppo) von Wertheim; † 2 януари 1283) е граф на Вертхайм.

## Произход
Той е третият син на граф Попо III фон Вертхайм († 1260) и съпругата му Кунигунда фон Ринек († 1288), дъщеря на граф Лудвиг II фон Ринек, бургграф на Майнц († 1243), и Аделхайд фон Аделхайд фон Хенеберг († сл. 1253).

## Фамилия
Попо IV се жени за Мехтилд фон Епщайн (* ок. 1270; † 1303), дъщеря на Герхард III фон Епщайн († 1252) и Елизабет фон Насау († сл. 1295). Те имат три дъщери:
- Мехтилд фон Вертхайм († 1298), омъжена ок. 1286 г. за Готфрид I фон Шлюселберг († 5 юни 1308)
- Кунигунда фон Вертхайм († сл. 9 октомври 1331), омъжена I. пр. 2 януари 1283 г. за Волфрад фон Еберщайн († 1284/1287), II. пр. 3 май 1287 г. за граф Хайнрих IV фон Хенеберг-Ромхилд († 1317)
- Елизабет фон Вертхайм († 6 февруари 1335), омъжена ок. 1285 г. за Готфрид фон Хоенлое-Рьотинген († 6 август 1290)